# Neuville-sur-Sarthe
Neuville-sur-Sarthe là một xã thuộc tỉnh Sarthe trong vùng Pays-de-la-Loire phía tây bắc nước Pháp. Xã này nằm ở khu vực có độ cao từ 42-123mét trên mực nước biển.